# Robert Vudro Vilson
Robert Vudro Vilson (engl. Robert Woodrow Wilson; Hjuston, 10. januar 1936) američki je astronom, Nobelovac na polju fizike, koji je zajedno sa Arnom Penzijasom otkrio 1964. godine kosmičko pozadinsko zračenje.

Dok su radili na novom tipu antena u Belovim laboratorijama u Nju Džerziju, pronašli su šum koji nisu mogli da objasne. Kada su odstranili sve potencijalne izvore, uključujući sletanje goluba na antenu, šum je konačno identifikovan kao CMB, koji je služio kao važna potvrda teorije Velikog praska.
Godine 1970, Vilson je predvodio tim koji je ostvario prvu detekciju rotacione spektralne linije ugljen monoksida (CO) u astronomskom objektu, Orionovoj magli, i osam drugih galaktičkih izvora. Nakon toga, posmatranja CO su postala standardni metod praćenja hladnog molekularnog međuzvezdanog gasa, a detekcija CO je bila temeljni događaj za polja milimetarske i submilimetarske astronomije.

## Život i rad
Robert Vudro Vilson je rođen 10. januara 1936. u Hjustonu. Maturirao je u školi u River Ouksu, a studije nastavio na univerzitetu Rajs. Diplomirao je na Kalifornijskom tehnološkom univerzitetu. Vilson i Penzijas su takođe osvojili Henri Drejper medalju na Nacionalnoj akademiji nauka 1977. Vilson je 1987. dobio Zlatnu ploču Američke akademije za dostignuća.
Vilson je ostao u Belovim Laboratorijama do 1994. godine, kada je imenovan za starijeg naučnika u Centru za astrofiziku | Harvard & Smithsonian u Kembridžu , Masačusets.
Vilson je bio stanovnik grada Holmdel, Nju Džersi.
Vilson se oženio sa Elizabet Rouds Savin 1958. godine.
Vilson je jedan od 20 američkih dobitnika Nobelove nagrade za fiziku koji su potpisali pismo upućeno predsedniku Džordžu Bušu u maju 2008. godine, pozivajući ga da „preokrene štetu nanetu osnovnim naučnim istraživanjima u Omnibus aproprijacijama za fiskalnu godinu 2008.“ traženjem dodatnog hitnog finansiranja za Odeljenje za nauku Departmana za energetiku, Nacionalnu naučnu fondaciju i Nacionalni institut za standarde i tehnologiju.
Vilson je 2009. godine izabran u Američko filozofsko društvo.

## Literatura
- "Distinguished HISD Alumni", Houston Independent School District, Houston, Texas, 2008.
- Cite Video | BBC/WGBH BOSTON | NOVA #519 | A Whisper From Space | Copyright 1978 | Available With Permission | Consolidated Aircraft - Ronkonkoma, New York
- Crawford, A.B.; D. C. Hogg; L. E. Hunt (јул 1961). „Project Echo: A Horn-Reflector Antenna for Space Communication” (PDF). Bell System Technical Journal. USA: AT&T. 40 (4): 1095—1099. doi:10.1002/j.1538-7305.1961.tb01639.x. on Alcatel-Lucent website
- Richard Learner (1981). Astronomy Through the Telescope. New York: Van Nostrand Reinhold Company. стр. 154...
- A.B. Crawford, D. C. Hogg, and L. E. Hunt, "Project Echo: A Horn Antenna for Space Communication," Bell System Technical Journal (July 1961), pp. 1095–1099.
- Aaronson, Steve. "The Light of Creation: An Interview with Arno A. Penzias and Robert W. Wilson." Bell Laboratories Record. January 1979, pp. 12–18.
- Abell, George O. Exploration of the Universe. 4th ed., Philadelphia: Saunders College Publishing, 1982.
- Asimov, Isaac. Asimov's Biographical Encyclopedia of Science and Technology. 2nd ed., New York: Doubleday & Company, Inc., 1982.
- Bernstein, Jeremy. Three Degrees Above Zero: Bell Labs in the Information Age. New York: Charles Scribner's Sons, 1984.
- Chown, Marcus. "A Cosmic Relic in Three Degrees," New Scientist, September 29, 1988, pp. 51–55.
- Crawford, A.B., D.C. Hogg and L.E. Hunt. "Project Echo: A Horn-Reflector Antenna for Space Communication," The Bell System Technical Journal, July 961, pp. 1095–1099.
- Disney, Michael. (1984). The Hidden Universe. New York: Macmillan Publishing Company..
- Ferris, Timothy. The Red Limit: The Search for the Edge of the Universe. 2nd ed., New York: Quill Press, 1978.
- Friedman, Herbert. (1975). The Amazing Universe. Washington, DC: National Geographic Society..
- Hey, J.S. The Evolution of Radio Astronomy. New York: Neale Watson Academic Publications, Inc., 1973.
- Jastrow, Robert. God and the Astronomers. New York : W. W. Norton & Company, Inc., 1978.
- H.T. Kirby-Smith (1976). U.S. Observatories: A Directory and Travel Guide. New York: Van Nostrand Reinhold Company..
- Learner, Richard. (1981). Astronomy Through the Telescope. New York: Van Nostrand Reinhold Company..
- Penzias, A.A., and R. W. Wilson. "A Measurement of the Flux Density of CAS A At 4080 Mc/s," Astrophysical Journal Letters, May 1965, pp. 1149–1154.
- Lellouch, E.; de Bergh, C.; Sicardy, B.; Ferron, S.; Käufl, H.-U. (2010). „Detection of CO in Triton's atmosphere and the nature of surface-atmosphere interactions”. Astronomy and Astrophysics. 512: L8. Bibcode:2010A&A...512L...8L. ISSN 0004-6361. S2CID 58889896. arXiv:1003.2866 . doi:10.1051/0004-6361/201014339.
- Greenberg, J. Mayo (1998). „Making a comet nucleus”. Astronomy and Astrophysics. 330: 375. Bibcode:1998A&A...330..375G.
- Yeomans, Donald K. (2005). „Comets (World Book Online Reference Center 125580)”. NASA. Архивирано из оригинала 29. 4. 2005. г. Приступљено 18. 8. 2022. „About 80 percent of the ice is water ice, and frozen carbon monoxide makes up another 15 percent.”
- Christopher Glein and Hunter Waite (11. 5. 2018). „Primordial N2 provides a cosmo chemical explanation for the existence of Sputnik Planitia, Pluto”. Icarus. 313: 79—92. Bibcode:2018Icar..313...79G. S2CID 102343522. arXiv:1805.09285 . doi:10.1016/j.icarus.2018.05.007.

## Spoljašnje veze
Mediji vezani za članak Robert Vudro Vilson na Vikimedijinoj ostavi

- Nobelova nagrada
- Biografija
- Robert Vudro Vilson на сајту   including the Nobel Lecture, December 8, 1978 The Cosmic Microwave Background Radiation